# 最上敏樹
最上 敏樹（もがみ としき、1950年10月9日 - ）は、日本の法学者。専門は、国際法・国際機構論。学位は、法学博士（東京大学・1980年）（学位論文「欧州共同体の組織構造——超国家的組織論再構成の試み」）。国際基督教大学名誉教授。早稲田大学名誉教授。北海道出身。

## 来歴
1974年東京大学法学部卒業。1980年東京大学大学院法学政治学研究科博士課程修了。国際基督教大学教授、2011年名誉教授、早稲田大学教授。1999年から2001年まで日本平和学会会長を務めた。2017年6月より、アジア国際法学会日本協会理事長。

## 著作

### 単著
- 『ユネスコの危機と世界秩序――非暴力革命としての国際機構』（東研出版、1987年）
- 『国連システムを超えて』（岩波書店、1995年）
- 『国際機構論』（東京大学出版会、1996年／第2版、2006年）
- 『人道的介入――正義の武力行使はあるか』（岩波書店［岩波新書］、2001年）
- 『国連とアメリカ』（岩波書店［岩波新書］、2005年）
- 『国境なき平和に』（みすず書房、2006年）
- 『いま平和とは――人権と人道をめぐる9話』（岩波書店［岩波新書］、2006年）
- 『国際立憲主義の時代』（岩波書店、2007年）
- 『国際機構論講義』（岩波書店、2016年）

### 編著
- 『岩波講座現代の法（2）国際社会と法』（岩波書店、1997年）

### 訳書
- ピエール・ペスカトール『EC法――ヨーロッパ統合の法構造』（有斐閣、1979年）
- スタンリー・ホフマン『国境を超える義務――節度ある国際政治を求めて』（三省堂、1985年）